# Janet Museveni
Janet Kataaha Museveni, född 24 juni 1948, är en ugandisk politiker och Ugandas första dam sedan maj 1986. Hon är sedan 1973 gift med Ugandas nuvarande president Yoweri Museveni, med vilken hon har fyra barn. Janet Museveni bodde som flykting med parets barn i Angered i Göteborg under åren 1983–1986.[ Sedan 2016 är hon även Ugandas utbildnings- och idrottsminister.